# Juan Carlos Restrepo
Juan Carlos Restrepo Escobar abogado y político colombiano de la ciudad de Bogotá. Es miembro del Partido Cambio Radical y ha sido elegido por elección popular para integrar la Cámara de Representantes y el Senado de Colombia.

## Carrera profesional
Restrepo Escobar es abogado de la Universidad Externado de Colombia, ha dedicado toda su carrera al Congreso; fue Secretario General de la Comisión Cuarta de la Cámara de Representantes entre 1994 y 1997, retirándose para aspirar a un escaño en esta corporación para el periodo 1998-2002 por Cundinamarca, convirtiéndose en una verdadera sorpresa electoral.
En 2002 llega al Senado de la República y se vincula al Partido Cambio Radical junto con el también Senador Germán Vargas Lleras; ha sido reelegido como senador en 2006 y 2010, destacándose como conocedor de los temas económicos. Adicionalmente, ha sido codirector y directivo del Partido Cambio Radical.

## Congresista de Colombia
En las elecciones legislativas de Colombia de 2002, Restrepo Escobar fue elegido senador de la república de Colombia con un total de 54.280 votos. Posteriormente, en las elecciones legislativas de Colombia de 2006 y 2010, Restrepo Escobar fue reelecto senador con un total de 32.596 y 47.520 votos respectivamente.
En las elecciones legislativas de Colombia de 1998, Restrepo Escobar fue elegido miembro de la Cámara de Representantes de Colombia con un total de 28.333 votos.

### Iniciativas
El legado legislativo de Juan Carlos Restrepo Escobar se identificó por su participación en las siguientes iniciativas desde el congreso:

- Modificación de los artículos 371 y 372 de la Constitución Política. (Funciones del Banco de la República).
- Por medio de la cual la Nación se vincula a la celebración de las ciento cincuenta (150) años de vida municipal del municipio de Yumbo, departamento del Valle del Cauca y se dictan otras disposiciones. (Celebración Yumbo, Valle).
- Declaratoria del 18 de agosto como Día Nacional de lucha contra la corrupción; fecha en la que se conmemora la ejemplar defensa que por los intereses del país realizó el doctor Luis Carlos Galán Sarmiento (Aprobado).[6]
- Regular la preparación, organización, desarrollo, difusióny defensa de los espectáculos taurinos (Archivado).[7]
- La educación sería obligatoria entre los tres y los dieciocho años de edad y comprendería tres grados de preescolar, nueve de educación básica y dos de media vocacional (Retirado).[8]
- Establecer los requisitos de las tarjetas electorales impresas y terminales electrónicas para el ejercicio del derecho (Archivado).[9]
- Declarar como Patrimonio Cultural de la Nación y Patrimonio Genético Nacional las razas Bovinas Criollas y Colombianas puras (Aprobado).[10]
- Expedir el Código de Ética y Disciplinario del Congresista (Aprobado).[11]
- Adicionar un nuevo inciso el artículo 356 de la Constitución Política -Sistema General de Participaciones- (Archivado).[12]
- Proteger, promover y garantizar la e,Vfectividad y el libre ejercicio de los derechos de los consumidores, así como amparar el respeto a su dignidad y a sus intereses económicos (Aprobado).[13]
- Dictar normas relativas a la administración, fabricación, explotación, transformación y comercialización de las sales que se producen en las salinas terrestres de los municipios de Zipaquirá y Nemocón en Cundinamarca y Restrepo (Archivado).[14]
- Permitir la reelección inmediata de gobernadores y alcaldes (Archivado) Y ES MALO.[15]

## Carrera política
Su trayectoria política se ha identificado por:

### Partidos políticos
A lo largo de su carrera ha representado los siguientes partidos:
| Partido político | Fecha Inicio        | Fecha Fin           |
| Cambio Radical   | 20 de julio de 2006 | 20 de julio de 2014 |
| Partido Liberal  | 20 de julio de 1998 | 19 de julio de 2002 |

### Cargos públicos
Entre los cargos públicos ocupados por Juan Carlos Restrepo Escobar, se identifican:
| Cargo público             | Partido político | Fecha Inicio        | Fecha Fin           |
| Senador de la República   | Cambio Radical   | 20 de julio de 2002 | 19 de julio de 2006 |
| Representante a la Cámara | Partido Liberal  | 20 de julio de 1998 | 19 de julio de 2002 |